# Lake Bonney

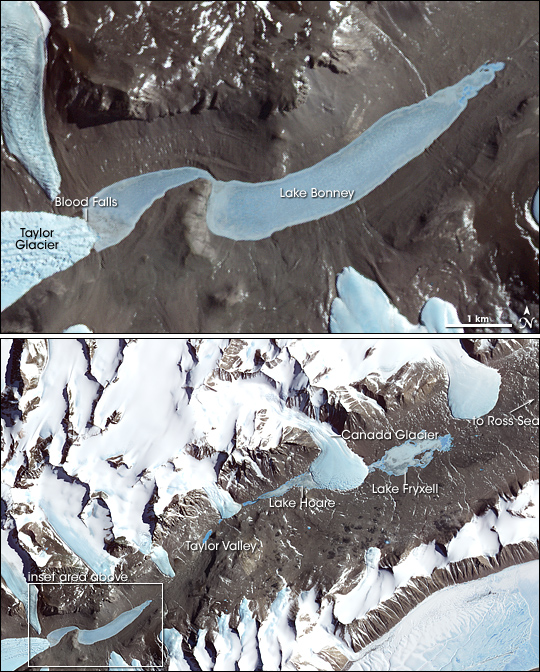
Zdjęcie satelitarne jeziora Lake Boney (u góry) i doliny Taylor Valley.

Lake Bonney (ang.: „jezioro Bonneya”) – słone jezioro meromiktyczne, endoreiczne, z całoroczną pokrywą lodową, położone w dolinie Taylor Valley (część oazy McMurdo Dry Valleys na Ziemi Wiktorii). Posiada dwa baseny, wschodni i zachodni, połączone wąskim i płytkim przesmykiem. Odkryte przez brytyjską ekspedycję antarktyczną Discovery Expedition (1901–1904), nazwane przez Roberta F. Scotta podczas ekspedycji Terra Nova (1910–1913) na cześć Thomasa G. Bonneya, profesora geologii na University College London w latach 1877–1901.

## Charakterystyka
Zajmuje nieckę skalną w górnej partii doliny. Od strony północnej i południowej jezioro otaczają góry o wysokości ponad 1500 m n.p.m. (odpowiednio: Asgard Range i Kukri Hills). Na zachód od jeziora znajduje się lodowiec Taylora. Do jeziora Lake Bonney wpadają liczne okresowe strumienie, zasilane latem przez wody z topniejących lodowców górskich i cyrków skalnych w dolinach wiszących pomiędzy szczytami sąsiadujących pasm górskich:
- Bartlette Creek
- Bohner Stream
- Doran Stream (dopływ Priscu Stream)
- Lawson Creek
- Lizotte Creek
- Lyons Creek
- Mason Creek
- Priscu Stream (najdłuższy dopływ, o długości 3,8 km)
- Red River
- Santa Fe Stream
- Sharp Creek
- Vincent Creek

Największym dopływem jest strumień Blood Falls, zasilany przez wody z topniejącego lodowca Taylora. Wody tego strumienia zawierają duże stężenie tlenków żelaza, wypływając na zamarzniętą powierzchnię jeziora nadają jej charakterystyczna barwę.
Nie posiada żadnego wypływu, woda jest tracona jedynie w wyniku parowania i sublimacji. Bilans hydrologiczny wskazuje na stałą utratę wody, kurczenie się jeziora potwierdzają widoczne na otaczających skałach ślady cofającej się linii brzegowej. Temperatura maksymalna +8 °C, w obrębie chemokliny na głębokości 15 m. Ku powierzchni temperatura maleje do +1 °C, poniżej chemokliny do +2 °C – -4 °C przy dnie. Wzrost temperatury w rejonie chemokliny nie jest wynikiem ogrzewania promieniami słonecznymi, ale wpływem gorących wód podziemnych, które mają mniejszą gęstość niż słone wody przydenne jeziora, i w związku z tym są wypychane bardziej ku powierzchni. pH wody: 8,1–8,5 przy powierzchni, 6–6,5 nad dnem. Stężenie soli w wodzie: od 1,4 g/L (ok. 0,3 promila) tuż pod lodem do 407,3 g/L (ok. 360 promili – ponad 11 razy większe niż w wodzie morskiej) przy dnie. Chlorki sodu i magnezu stanowią 96% rozpuszczonych soli. Analiza stosunków jonów soli rozpuszczonych w wodzie wskazuje na to, że jezioro powstało w wyniku zalania niecki wodą morską, prawdopodobnie we wczesnym pliocenie), która po obniżeniu poziomu morza była wskutek odparowywania i sublimacji oraz wpływu geotermalnych solanek coraz bardziej zasolona. Obydwa baseny jeziora różnią się od siebie nieco pod względem właściwości fizyczno-chemicznych wody.
Jezioro jest przez cały rok pokryte lodem, miąższość pokrywy lodowej waha się sezonowo (w latach 2012–2016: od 2,9 m do 3,4 m). Prognozy sugerują, że w przyszłości (za jedną do czterech dekad) pokrywa lodowa jeziora nie będzie utrzymywać się przez cały rok, tylko będzie sezonowo zanikać.

## Biocenoza
W miksolimnionie pod powierzchnią lodu występują pelagiczne psychrofilne glony z gatunku Chlamydomonas raudensis Ettl, oprócz nich liczne są bakterie z grup Bacteriodetes i Proteobacteria. 
Osady denne jeziora są zasiedlone przez bakterie i archeany, tworzące miejscami gęste maty. Analizy rdzeni z odwiertów w dnie jeziora wykazały, że w przeszłości maty te były cyklicznie zasypywane przez materiał skalny, po czym organizmy ponownie rekolonizowały osady. Typ sedymentującego materiału wpływał na zmiany składu gatunkowego zespołów mat na dnie jeziora.

## Badania jeziora
Jezioro jest jednym z głównych stanowisk badawczych projektu McMurdo Dry Valleys Long Term Ecological Research (National Science Foundation, USA). W 2007 roku w jeziorze testowano bezzałogowy, podwodny robot, nazwany „Endurance”, zaprojektowany przez Stone Aeropace. Z jego pomocą dokonano pomiarów batymetrycznych jeziora i zbadano ekosystem jeziora. Projekt „Endurance” ma na celu skonstruowanie robota, który będzie mógł eksplorować oceany jednego z księżyców Jowisza, Europy.